# Maquon
Maquon es una villa ubicada en el condado de Knox en el estado estadounidense de Illinois. En el Censo de 2010 tenía una población de 284 habitantes y una densidad poblacional de 689,64 personas por km².

## Geografía
Maquon se encuentra ubicada en las coordenadas 40°47′53″N 90°9′47″O / 40.79806, -90.16306. Según la Oficina del Censo de los Estados Unidos, Maquon tiene una superficie total de 0.41 km², de la cual 0.41 km² corresponden a tierra firme y (0%) 0 km² es agua.

## Demografía
Según el censo de 2010, había 284 personas residiendo en Maquon. La densidad de población era de 689,64 hab./km². De los 284 habitantes, Maquon estaba compuesto por el 99.65% blancos, el 0% eran afroamericanos, el 0% eran amerindios, el 0% eran asiáticos, el 0% eran isleños del Pacífico, el 0% eran de otras razas y el 0.35% pertenecían a dos o más razas. Del total de la población el 0.35% eran hispanos o latinos de cualquier raza.